# Petras Vaičiūnas

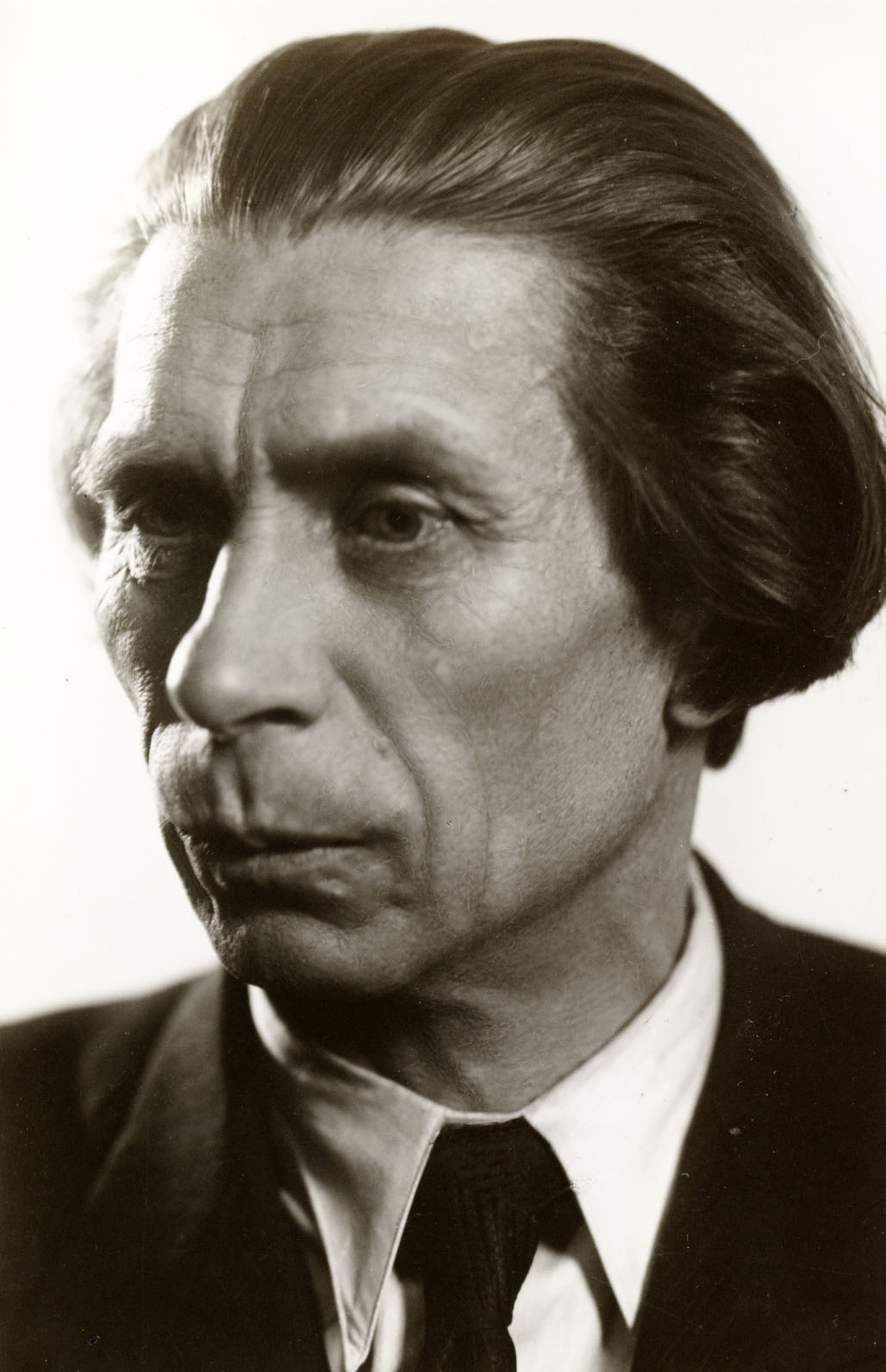
Petras Vaičiūnas

Petras Vaičiūnas (ur. 11 lipca 1890 we wsi Piliakalniaj (rejon jonawski), zm. 7 czerwca 1959 w Wilnie) – poeta i dramaturg litewski.
Debiutował w roku 1914 sztuką Pražydo nuvystusios gèlès wystawioną w roku 1916 w Petersburgu pod tytułem Кривое зеркало (Krzywe zwierciadło). Napisał ponad 20 sztuk teatralnych. Wydał kilka tomów poezji.
W okresie konfliktu polsko-litewskiego ogłosił poemat z hasłem "Mes be Vilniaus nenurimsim" (Nie zaznamy spokoju bez Wilna).
Tłumaczył dzieła Friedricha Schillera, Henrika Ibsena, Oscara Wilde, Maurice Maeterlincka, Sofoklesa, Juliusza Słowackiego, Stanisława Przybyszewskiego, Knuta Hamsuna i Maksyma Gorkiego. Przetłumaczył też syntezy historii literatury polskiej Bronisława Chlebowskiego i Ignacego Chrzanowskiego.
Pełnił funkcję dyrektora biblioteki Akademii Nauk Litewskiej SRR.
W roku 1967 w miejscu narodzin poety w rejonie jonawskim otwarto muzeum poświęcone jego pamięci. 
Jego córką była Judita Vaičiūnaitė. 